# MBC Every 1
MBC Every 1 est une chaîne de télévision payante sud-coréenne appartenant à Munhwa Broadcasting Corporation.

## Programmes

### Spectacle de variété
- Weekly Idol
- Idol Show
- Star Show 360
- Video Star
- Showtime

### Programmation spéciale
- MelOn Music Awards (2012–présent, diffusion simultanée sur MBC Music)